# Миклашевский, Владимир Владимирович
Владимир Владимирович Миклашевский (бел. Уладзімір Міклашэўскі; 1 января 1983, Логойск, БССР, СССР) — белорусский биатлонист.

## Карьера
Биатлоном начал заниматься в 1993 году. Этом видом спорта занимались брат и дядя спортсмена, поэтому он пошел по их стопам. Несколько сезонов входил в сборную Беларуси и выступал на этапах Кубка мира по биатлону. Участвовал на двух чемпионатах мира: 2007 и 2008. Наилучший результат на них Миклашевский показал в эстафете в 2008 году, когда вместе с партнерами занял 8-е место.

## Достижения
- Бронзовый призер Чемпионата Европы по биатлону: 2007
- Бронзовый призер Чемпионата мира по биатлону среди юниоров: 2002
- Чемпион Всемирной Зимней Универсиады: 2007